# Język nusa laut
Język nusa laut (a. nusalaut) – wymarły język austronezyjski z prowincji Moluki w Indonezji. Był używany na wyspie Nusa Laut (najmniejszej z wysp Lease).
W latach 80. XX w. był znany jedynie niektórym osobom w podeszłym wieku; już w latach 70. miał być zachowany fragmentarycznie (wyłącznie w postaci pewnych wspomnień). W 2006 r. odnotowano liczbę 10 użytkowników. Został wyparty przez lokalny malajski.
Odnotowano, że pewna jego znajomość utrzymała się w muzułmańskiej wsi Titawai (albowiem chrześcijańska ludność Moluków w znacznej mierze porzuciła swoje języki etniczne). Nie wiadomo, czy pozostaje w szerszym użyciu, czy też chodzi o jedynie o znajomość pewnej grupy słownictwa i jej zastosowanie w charakterze specjalnego rejestru. Jeszcze w latach 80. XX w. zdołano zebrać listę słownictwa. Jednocześnie publikacje z 1989 i 1991 podają, że wszystkie wsi na wyspie Nusa Laut są chrześcijańskie.
Był blisko spokrewniony z językiem amahai.